# GÉNIeau
GÉNIeau est un consortium canadien (québécois) qui avait pour mission d'installer, à partir de 2009, des compteurs d'eau à Montréal. À la suite de certaines révélations qui ont provoqué le scandale des compteurs d'eau, ce consortium a décidé de suspendre ses activités.
Le consortium était codirigé par la société Simard-Beaudry et la firme d'ingénieurs Dessau.